# Takuya Onishi
Pour les articles homonymes, voir Onishi.
Takuya Onishi (大西 卓哉, Ōnishi Takuya), né le 22 décembre 1975 à Tokyo, est un astronaute japonais. Pilote de ligne, il est sélectionné comme astronaute par la JAXA en 2009.

## Biographie

### Études et carrière de pilote de ligne
Onishi est né dans l'arrondissement de Nerima à Tokyo, le 22 décembre 1975. Il est diplômé du lycée Seiko Gakuin de Yokohama en 1994 et a obtenu une licence en ingénierie aéronautique et spatiale à l'université de Tokyo en 1998. Il rejoint subséquemment All Nippon Airways (ANA) en 1998 et est affecté au département des services aux passagers de l'aéroport de Haneda, à Tokyo, où il est agent d'enregistrement et assiste les personnes handicapées lors de l'embarquement.
En 2003, il devient copilote chez la même compagnie aérienne. Au moment de sa sélection comme astronaute, il travaillait comme copilote sur des Boeing 767 sur des liaisons en Asie.

### Carrière à la JAXA
Sélectionné par l'agence spatiale japonaise en avril 2009, il participe en octobre 2011 à la mission sous-marine NEEMO-11 de la NASA.
Le 7 juillet 2016, il quitte la Terre à bord de Soyouz MS-01 pour participer aux expéditions 48 et 49 de la Station spatiale internationale (ISS). Il en revient le 30 octobre.
En 2019, Onishi participe, avec ses collègues Jeanette Epps, Joe Acaba, Alexander Gerst, Nikolai Tchoub et Joshua Kutryk, à la formation ESA CAVES (en) organisée par l'Agence spatiale européenne entre l'Italie et la Slovénie.
En 2020, il reçoit la certification de directeur de vol de la JAXA. Il travaille alors sur l'exploitation et la gestion du module laboratoire Kibo.
En 2023, Onishi participe à la formation de géologie ESA PANGAEA (en) organisée par l'Agence spatiale européenne, qui se déroule entre l'Italie (canyon de Gola del rio delle Foglie (it)), l'Allemagne (cratère de Nördlinger Ries) et l'Espagne (île de Lanzarote), en compagnie de ses collègues Thomas Pesquet et Jessica Wittner.
Le 14 mars 2025, il décolle avec la mission Crew-10 de SpaceX pour participer à la fin de l'expédition 72, puis à l'expédition 73 sur la Station spatiale internationale, dont il devient commandant le 18 avril suivant.

## Galerie

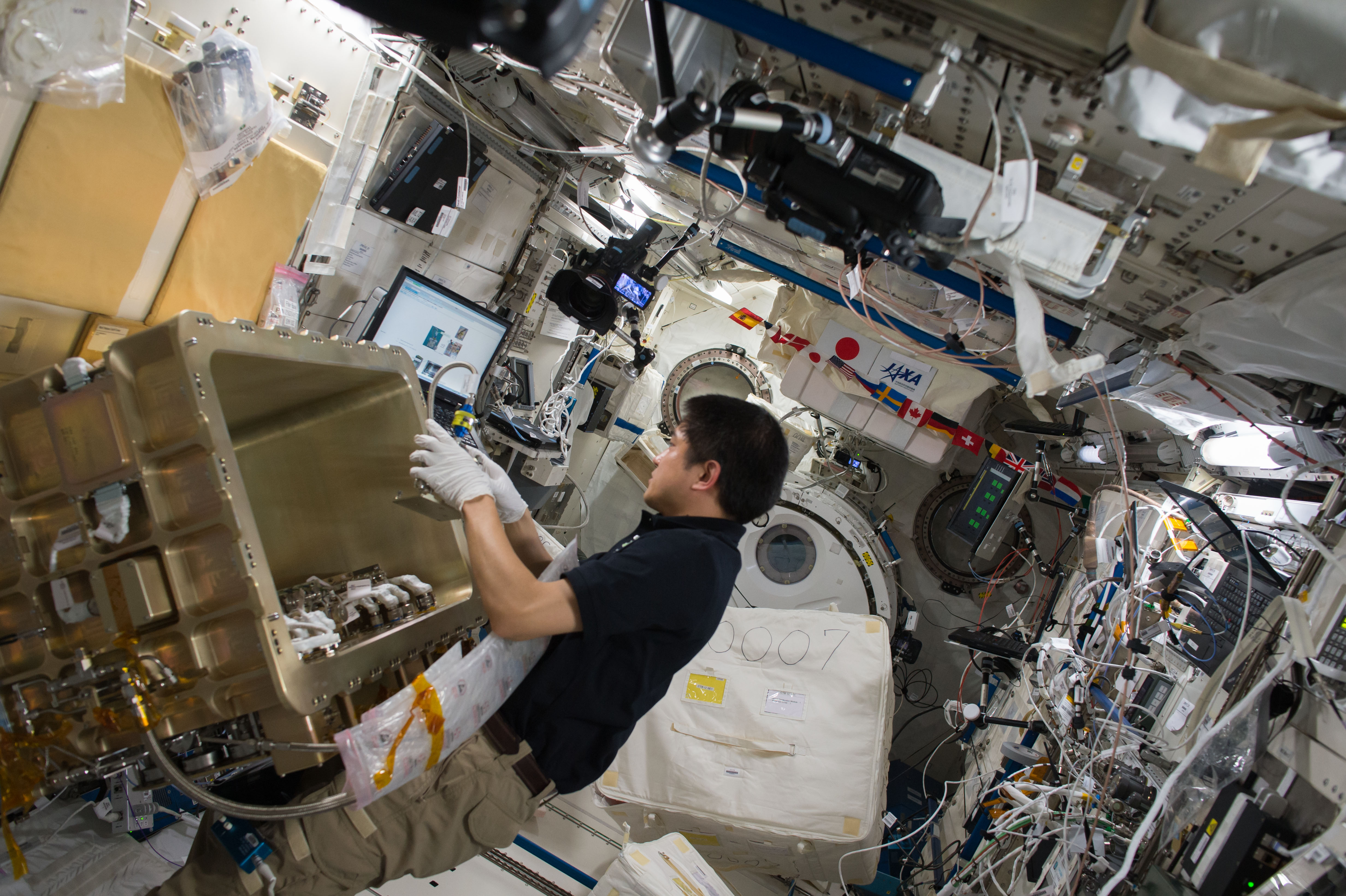
Pendant l'expédition 49, Onishi travaille à l'installation du module de combustion collective (GCM) à l'intérieur du module d'expérimentation japonais. Cette expérience vise à tester une théorie selon laquelle les pulvérisations de carburant passent d'une combustion partielle à une combustion collective lorsque les flammes se propagent à travers un nuage de gouttelettes.

## Honneurs
- (163153) Takuyaonishi est un astéroïde portant le nom de l'astronaute japonais.